# Автошлях Т 0431
Автошля́х Т 0431 — автомобільний шлях територіального значення у Дніпропетровській області. Пролягає територією Петропавлівського та Межівського районів через Першотравенськ — Васильківське — Володимирівка — Солоне. Загальна довжина — 24,9 км.

## Маршрут
Автошлях проходить через такі населені пункти:
| Автошлях Т 0431          |        |
| Дніпропетровська область |        |
| Петропавлівський район   |        |
| Першотравенськ           |        |
| Запоріжжя                |        |
| Васильківське            |        |
| Межівський район         |        |
| Володимирівка            | Т 0406 |
| Солоне                   |        |